# The Prince of Avenue A
The Prince of Avenue A (Doce AtrocidadeBR) é um filme norte-americano de 1920, do gênero drama, dirigido por John Ford. O filme é considerado perdido.

## Elenco
- James J. Corbett como Barry O'Connor
- Richard Cummings como Patrick O'Connor
- Cora Drew como Mary O'Connor
- Frederick Vroom como William Tompkins
- Mary Warren como Mary Tompkins
- George Fisher como Regie Vanderlip
- Harry Northrup como Edgar Jones
- Mark Fenton como Pai O'Toole
- John Cook como Butler (como Johnnie Cooke)
- Lydia Yeamans Titus como Housekeeper